# 須田盛秀
須田 盛秀（すだ もりひで）は、戦国時代から江戸時代前期にかけての武将。二階堂氏、佐竹氏の家臣。

## 略歴
二階堂盛義に仕えていたがその没後に家督を継いだ行親も早世すると、盛義の正室大乗院（伊達晴宗娘）を助け須賀川城の実質的な城代となる。
盛秀は佐竹義重と手を結んで伊達政宗と対立するが、天正17年（1589年）6月摺上原の戦いで蘆名義広が大敗して蘆名氏が滅亡すると、伊達政宗に須賀川城を攻められた（須賀川城攻防戦）。盛秀は籠城して伊達軍に徹底抗戦したが、10月26日落城した。その際、盛秀以下の将兵全員が戦死したと記載をしている文献もあるが、これは誤りで、実際は須賀川落城後、自らの居城・和田城に火を放って常陸国に落ち、佐竹義宣に仕え文禄4年（1595年）に茂木城主として須賀川衆と呼ばれた二階堂旧臣など約百騎（茂木百騎）を預けられた。 
盛秀は義宣の信頼厚く、関ヶ原の戦いの後、義宣が出羽国に移封されると慶長7年（1602年）に角館城を受け取り城代を務め、さらに翌慶長8年（1603年）には横手城城代となった。また、寛永元年（1624年）に改易されて秋田久保田藩へ配流された本多正純・正勝父子を監視のため預かった。
寛永2年（1625年）、死去。

## 研究
須賀川城攻防戦に至る政治的背景には複雑なものがあり、大乗院が権力を掌握するために家中に影響力を持つ箭部義政・須田盛秀の両重臣を排除しようとしたことが、家臣団が伊達氏に寝返ることになった一因だと指摘する白河氏家臣・一休斎善通の書状が残されている。一方で、箭部義政と須田盛秀の間でも対立があり、伊達政宗は早くから親伊達派の姿勢を取ってきた箭部を評価しており、反対に箭部の親伊達派路線を妨害する須田を「悪逆」の徒と断定して「無二無三奉公之義難計候」（亘理伊達家文書所収・天正17年10月22日付伊達成実宛政宗書状）と述べ、大乗院や保土原行藤（親伊達派）に須田の追放を求める書状を送っている。伊達政宗の須賀川侵攻の目的は二階堂氏の親伊達派に敵対する者――つまり、須田盛秀の排除を目的としていたため、盛秀は徹底抗戦をせざるを得なかったと考えられている。